# Quint-Fonsegrives
Quint-Fonsegrives é uma comuna francesa na região administrativa de Occitânia, no departamento de Alta Garona. Estende-se por uma área de 7,38 km². Em 2010 a comuna tinha 5 754 habitantes (densidade: 779,7 hab./km²).